# Xylosma pininsulare
Xylosma pininsulare là một loài thực vật thuộc họ Salicaceae. Đây là loài đặc hữu của New Caledonia.